# Wereldkampioenschap wegrace 1956
Het wereldkampioenschap wegrace seizoen 1956 was het achtste in de geschiedenis van het door de FIM georganiseerde wereldkampioenschap wegrace.

## FIM

### Algemeen
In 1956 ging het steeds slechter met het wereldkampioenschap wegrace. Het Zwitserse kanton Bern gaf geen toestemming meer voor wegraces en de Franse Grand Prix ging niet door vanwege het (auto)-ongeluk tijdens de 24-uur van Le Mans. Daardoor stonden er slechts zes Grands Prix op het programma, waarbij wel steeds alle klassen aan de start stonden. Gilera ging er in 1956 nog een keer vol voor: het kwam met een 125cc-tweecilinder en bij de Grand Prix des Nations verscheen een nieuwe 350cc-viercilinder én een nieuwe viercilinder-zijspancombinatie. In die wedstrijd was Gilera dan ook bijna niet te verslaan: De eerste drie plaatsen in de 500cc-klasse waren voor Gilera met Geoff Duke, Libero Liberati en Pierre Monneret. Liberati won ook de 350cc-klasse en Romolo Ferri de 125cc-klasse in Duitsland. Veel baatte het niet voor Gilera: het hele team was vrijwel kansloos omdat Geoff Duke, Reg Armstrong, Alfredo Milani en Giuseppe Colnago in 1955 geprotesteerd hadden tegen de organisatie van de TT van Assen en daardoor voor de eerste wedstrijden van 1956 gediskwalificeerd waren. Aldus werd het seizoen 1956 een succes voor MV Agusta, dat liefst zes wereldtitels pakte: 500 cc (John Surtees), 125 cc en 250 cc (Carlo Ubbiali) én de bijbehorende constructeurstitels. Een grote tegenvaller was de Moto Guzzi Otto Cilindri. Deze V8 had hoge verwachtingen gewekt, maar was zeer moeilijk te berijden. Bill Lomas viel er hard mee in Senigallia en Ken Kavanagh weigerde er na de GP van België nog mee te rijden. Nadat MV Agusta in 1956 John Surtees had aangetrokken, besloot Gilera zich aan het einde van het seizoen te versterken met Bob McIntyre.
|         | 1e | 2e | 3e | 4e | 5e | 6e |
| ------- | -- | -- | -- | -- | -- | -- |
| Punten: | 8  | 6  | 4  | 3  | 2  | 1  |

|               | 125 cc | 250 cc | 350 cc | 500 cc | Zijspan |
| ------------- | ------ | ------ | ------ | ------ | ------- |
| Aantal races: | 6      | 6      | 6      | 6      | 6       |
| Tellend:      | 4      | 4      | 4      | 4      | 4       |

## Coureurs
- Roberto Colombo stapte over van Moto Guzzi naar MV Agusta
- Romolo Ferri stapte over van Mondial naar MV Agusta.
- John Surtees werd gecontracteerd door MV Agusta.

### Seizoen overgeslagen
Een aantal coureurs was door de FIM 6 maanden geschorst en voor veel privérijders was het niet de moeite waard om verder aan het WK deel te nemen. Zo kwamen Giuseppe Colnago, John Hempleman en Jack Ahearn in dit seizoen niet meer aan de start.

### Gestopt
- Angelo Copeta had zijn carrière beëindigd.
- Willi Faust moest zijn carrière beëindigen na een trainingsongeluk op 18 april, waarbij bakkenist Karl Remmert overleed en Faust zelf dusdanig gewond raakte dat hij niet meer volledig zou herstellen.
- Tony McAlpine was dermate teleurgesteld door zijn schorsing dat hij terug ging naar Australië en niet meer in Europa racete.
- Hermann Paul Müller had zijn carrière beëindigd.
- Nello Pagani had zijn carrière beëindigd. Hij reed tijdens de GP des Nations van 1957 nog zonder succes met het prototype van de MV Agusta 350 zescilinder.
- Siegfried Wünsche had zijn carrière beëindigd.

### Overleden
- Op 18 april verongelukte bakkenist Karl Remmert (in 1955 nog wereldkampioen samen met Willi Faust) op de Hockenheimring tijdens een onofficiële training.
- Fergus Anderson had onenigheid gekregen bij Moto Guzzi en had een aanbod van BMW aangenomen om in 1956 toch weer zelf te gaan rijden. Maar op 6 mei viel hij hard in de openingsrace in Floreffe terwijl hij op de tweede plaats lag achter zijn ex-leerling Bill Lomas. Anderson overleefde deze val niet. Hij overleed onderweg naar het ziekenhuis aan een schedelfractuur.
- Op 26 mei verongelukte Gianni Degli Antoni tijdens een onofficiële training in de Curve di Lesmo van het circuit van Monza met een Ducati.
- De Zuid-Afrikaan Eddie Grant verongelukte begin augustus bij een race in Villefranche-de-Rouergue (Frankrijk).
- De Manxman Derek Ennett verongelukte op 9 augustus tijdens de 350cc-race van de Ulster Grand Prix.
- Hans Baltisberger, voormalig fabriekscoureur van NSU, overleed op 26 augustus aan de verwondingen die hij had opgelopen tijdens de GP van Tsjecho-Slowakije in Brno.
- De Nederlander Lo Simons kwam op 23 september tijdens een race in Kristianstad (Zweden) om het leven nadat hij gevallen was door een gebroken drijfstang.

## Races
Isle of Man TT, Mountain Course/Clypse Course
De Lightweight 125 cc TT, de Lightweight 250 cc TT en de Sidecar TT gebruikten de in 1954 in gebruik genomen korte Clypse Course, maar de Clubmans Senior TT en de Clubmans Junior TT keerden na een jaar Clypse Course terug naar de lange Mountain Course, die ook gebruikt werd voor de Senior TT en de Junior TT. Het team van Gilera ontbrak omdat haar toprijders, net als Umberto Masetti van MV Agusta, geschorst waren vanwege hun aandeel in of zelfs maar sympathie voor de rijdersstaking tijdens de TT van Assen van 1955. Carlo Ubbiali won twee klassen, net als de amateurrijder Bernard Codd. In de Clubmans Junior TT debuteerde de 20-jarige Alan Shepherd. Tijdens de trainingen voor de Clubmans Senior TT op 11 juni verongelukte de Engelsman David Merridan bij Ballaugh Bridge en tijdens de Clubmans Junior TT op 11 juni verongelukte de Welshman Peter Kirkham bij Water Works Corner.
Dutch TT, Assen
Ook de TT van Assen moest het doen zonder een aantal coureurs die hun schorsing van zes maanden moesten uitzitten. Daaronder een groot deel van het team van Gilera. Hoewel sommigen, zoals Giuseppe Colnago en Libero Liberati, slechts vier maanden geschorst waren en intussen weer mochten starten, was Gilera niet van plan de organisatie van de TT van Assen (in hun ogen de veroorzaker van de schorsingen) te plezieren en de TT werd zonder Gilera's verreden. Het was koren op de molen van MV Agusta, dat met de komst van John Surtees ook meer kennis van het Norton-Featherbed frame had binnengehaald en nu eigenlijk geen tegenstand meer ondervond.
GP van België, Spa-Francorchamps
In België was vooral het 500cc-veld weer compleet omdat de schorsingen van een aantal coureurs waren afgelopen. Daardoor konden de Gilera-rijders voor het eerst aan de start komen. De FIM had de straf van zes maanden opgelegd om Gilera zo in elk geval de theoretische kans te geven nog te strijden om het wereldkampioenschap, maar door het vervallen van de GP van Zwitserland en de GP van Frankrijk was dat praktisch onmogelijk. Voor de derde keer op rij won Carlo Ubbiali zowel de 125- als de 250cc-race, waardoor hij nog maar enkele punten verwijderd was van de wereldtitel.
GP van Duitsland, Solitude
De Duitse Grand Prix trok volgens de Duitse pers meer dan 250.000 toeschouwers. Carlo Ubbiali verzekerde zich met de overwinning in de 250cc-klasse en de tweede plaats in de 125cc-klasse van beide wereldtitels. John Surtees werd door een val in de 350cc-race voor de rest van het seizoen uitgeschakeld.
Ulster Grand Prix, Dundrod
In Ulster kwamen alle klassen aan de start: Op donderdag 9 augustus de 250cc-klasse en de 350 cc-klasse en op zaterdag 11 augustus de 125cc-, 500cc- en de zijspanklasse. De werelditels in de 125cc-klasse en de 250cc-klasse waren al beslist. In deze Grand Prix werden de 350cc- en de 500cc-wereldtitels beslist. Bij een ongeluk tijdens de 350cc-race kwam Derek Ennett om het leven.
Nations GP, Monza
Gilera, dat door een schorsing van de FIM haar seizoen verloren had zien gaan, gebruikte de Grand Prix des Nations voor het succesvolle debuut van de nieuwe Gilera 350 4C en een speciale versie van de Gilera 500 4C voor de zijspancombinatie van de gebroeders Albino en Rossano Milani. Wilhelm Noll en Fritz Cron waren nog niet zeker van de zijspantitel, maar werden wereldkampioen ondanks het feit dat ze de race niet uitreden. Aftredend wereldkampioen Geoff Duke won zijn enige race van het seizoen. De Grand Prix trok 120.000 toeschouwers.

## 500cc-klasse
Het team van Gilera mocht in de eerste races van 1956 niet starten vanwege een protestactie in het jaar ervoor in Assen. Toen het terugkwam deed het dat op imponerende wijze, maar het was te laat. MV Agusta had John Surtees weggekocht bij Norton en hij werd makkelijk wereldkampioen in de 500cc-klasse. BMW sloeg zijn slag ook: Walter Zeller werd tweede in het kampioenschap. Ook Norton profiteerde van de tegenslag van Gilera; John Hartle startte slechts twee keer, won de Ulster Grand Prix en werd derde in het kampioenschap.
Isle of Man TT, Mountain Course
Nu Gilera ontbrak kon MV Agusta haar eerste overwinning in de Senior TT scoren met de pas 22-jarige John Surtees, die in de training nog een MV Agusta 500 4C had afgeschreven toen hij op Creg Willey's Hill een koe aanreed. Hij won met ruim anderhalve minuut voorsprong. Tweede rijder Umberto Masetti was niet aanwezig (geschorst) en daarom konden de Britse Nortons toch nog een aantal ereplaatsen bezetten, met John Hartle op de tweede- en Jack Brett op de derde plaats. Walter Zeller reed de BMW RS 54 naar de vierde plaats.
Dutch TT, Assen
Ondanks het verschijnen van de Moto Guzzi V8 met Ken Kavanagh en Bill Lomas was de tegenstand voor John Surtees en de MV Agusta 500 4C mager te noemen: alleen Walter Zeller bleef met zijn BMW RS 54 in dezelfde ronde, maar met een halve minuut achterstand. De Guzzi's vielen allebei uit en zo kon de Zuid-Afrikaan Eddie Grant op het podium belanden.
GP van België, Spa-Francorchamps
Eindelijk konden Geoff Duke en Reg Armstrong aan de start komen, maar ze scoorden geen punten. Duke nam weliswaar de leiding in de race, maar moest opgeven, waardoor John Surtees (MV Agusta) de race won voor Walter Zeller (BMW) en Umberto Masetti. Alfredo Milani reed zijn Gilera naar de vijfde plaats. Ken Kavanagh viel met de Moto Guzzi V8 weer uit en weigerde de rest van het seizoen nog met de machine te rijden.
GP van Duitsland, Solitude
John Surtees en Ken Kavanagh konden door hun blessures opgelopen in de 350cc-race niet in de 500cc-race starten, maar voor beiden was dat niet heel erg. Kavanagh had al besloten dat hij niet meer met de gevaarlijk slecht sturende Moto Guzzi Otto Cilindri zou starten. Surtees bleef ruim aan de leiding van de WK-stand omdat zijn grootste concurrenten Walter Zeller en Geoff Duke uitvielen. Surtees hoefde nog maar vier punten te scoren om wereldkampioen te worden, maar zou de rest van het seizoen niet meer kunnen starten.
Ulster Grand Prix, Dundrod
De 500cc-klasse startte zonder de geblesseerde John Surtees. Geoff Duke reed de snelste ronde, maar viel uit. Toen ook Walter Zeller uitviel, was Surtees zeker van de wereldtitel. Ken Kavanagh weigerde met de Moto Guzzi Otto Cilindri te rijden en toen ook Arthur Wheeler, Bill Lomas en Reg Armstrong uitgevallen waren bleven er alleen nog Britse machines over. Het werd de laatste WK-overwinning voor Norton, met John Hartle als winnaar. Bob Brown werd met een Matchless G45 tweede voor Geoff Tanner.
Nations GP, Monza
De 500cc-race werd een groot succes voor Gilera, dat met Geoff Duke, Libero Liberati en Pierre Monneret alle podiumplaatsen bezette, terwijl Reg Armstrong vierde werd. Weliswaar in afwezigheid van de geblesseerde wereldkampioen John Surtees. De Moto Guzzi Otto Cilindri kwam niet aan de start. Ken Kavanagh weigerde er nog mee te rijden en vervanger Bill Lomas had tijdens de 350cc-race zijn pols gebroken. De Gilera 500 4C bleek ook zeer betrouwbaar: de uitgevallen Gilera's waren allemaal eencilinder Gilera Saturno's.

### Uitslagen 500cc-klasse
|   | Datum       | Race              | Circuit           | 1e            | 2e              | 3e              | Snelste ronde                 |
| - | ----------- | ----------------- | ----------------- | ------------- | --------------- | --------------- | ----------------------------- |
| 1 | 8 juni      | Isle of Man TT    | Mountain Course   | John Surtees  | John Hartle     | Jack Brett      | John Surtees                  |
| 2 | 30 juni     | TT van Assen      | Assen             | John Surtees  | Walter Zeller   | Eddie Grant     | John Surtees                  |
| 3 | 8 juli      | GP van België     | Spa-Francorchamps | John Surtees  | Walter Zeller   | Pierre Monneret | Geoff Duke                    |
| 4 | 22 juli     | GP van Duitsland  | Solitude          | Reg Armstrong | Umberto Masetti | Pierre Monneret | Bill Lomas                    |
| 5 | 11 augustus | Ulster Grand Prix | Dundrod           | John Hartle   | Bob Brown       | Peter Murphy    | Geoff Duke                    |
| 6 | 9 september | GP des Nations    | Monza             | Geoff Duke    | Libero Liberati | Pierre Monneret | Geoff Duke en Libero Liberati |

### Eindstand 500cc-klasse
| Pos. | Coureur         | Motorfiets | Ptn. |
| ---- | --------------- | ---------- | ---- |
| 1    | John Surtees    | MV Agusta  | 24   |
| 2    | Walter Zeller   | BMW        | 16   |
| 3    | John Hartle     | Norton     | 14   |
| 4    | Pierre Monneret | Gilera     | 12   |
| 5    | Reg Armstrong   | Gilera     | 11   |
| 6    | Umberto Masetti | MV Agusta  | 9    |
| 7    | Geoff Duke      | Gilera     | 8    |
| 8    | Bob Brown       | Matchless  | 6    |
| 8    | Libero Liberati | Gilera     | 6    |
| 10   | Eddie Grant (†) | Norton     | 6    |
| 11   | Jack Brett      | Norton     | 5    |

| Pos. | Coureur          | Motorfiets | Ptn. |
| ---- | ---------------- | ---------- | ---- |
| 12   | Peter Murphy     | Matchless  | 4    |
| 12   | Keith Bryen      | Norton     | 4    |
| 14   | Gerold Klinger   | BMW        | 3    |
| 14   | Geoff Tanner     | Norton     | 3    |
| 16   | Bill Lomas       | Moto Guzzi | 2    |
| 16   | Paul Fahey       | Matchless  | 2    |
| 16   | Alfredo Milani   | Gilera     | 2    |
| 16   | Wilfred Herron   | Norton     | 2    |
| 16   | Carlo Bandirola  | MV Agusta  | 2    |
| 21   | Derek Ennett (†) | Matchless  | 1    |
| 21   | Ernst Hiller     | BMW        | 1    |
| 21   | Auguste Goffin   | Norton     | 1    |

### Constructeurstitel 500cc-klasse
| Pos. | Constructeur | Ptn.    |
| ---- | ------------ | ------- |
| 1    | MV Agusta    | 30 (32) |
| 2    | Gilera       | 20      |
| 3    | Norton       | 20 (21) |
| 4    | BMW          | 18 (19) |
| 5    | Matchless    | 9       |
| 6    | Moto Guzzi   | 2       |

(Punten tussen haakjes zijn inclusief streepresultaten)

## 350cc-klasse
Ken Kavanagh won de Junior TT nadat zijn teamgenoot Bill Lomas in de zesde ronde bij Guthrie's Memorial uitgevallen was en ook MV Agusta-coureur John Surtees was stilgevallen. In Assen werd Kavanagh nog vijfde maar daarna kwam hij niet meer aan de start voor Moto Guzzi. Dat kan te maken hebben gehad met het feit dat hij weigerde nog langer met de 500cc-Moto Guzzi Otto Cilindri te rijden omdat hij die machine te gevaarlijk vond, maar van Kavanagh is bekend dat hij niet veel ophad met het wereldkampioenschap wegrace. Hij vond eigenlijk alleen de Isle of Man TT belangrijk. Bill Lomas maakte het seizoen af en de Moto Guzzi Monocilindrica 350 was nog steeds goed genoeg om kampioen te worden. De meeste tegenstand kwam van August Hobl met de DKW RM 350 driecilinder tweetakt, maar die was niet sterk genoeg.
Isle of Man TT, Mountain Course
In de Junior TT debuteerde de nieuwe MV Agusta 350 4C, met John Surtees in het zadel. De eerste vijf ronden ging Bill Lomas aan de leiding, maar toen hij bij Guthrie's Memorial stilviel nam Surtees de leiding over met minder dan een seconde voorsprong op Ken Kavanagh. Surtees viel echter bij Stonebreakers Hut zonder brandstof stil en zo kon Kavanagh een ruime overwinning boeken, ruim 4½ minuut sneller dan Derek Ennett met de AJS 7R en John Hartle met de Norton 40M. Cecil Sandford reed de DKW RM 350 naar de vierde plaats. DKW had haar Duitse rijders niet naar het eiland Man gestuurd. Surtees bereikte de finish als vijfde met benzine die hij van een toeschouwer had gekregen, maar werd gediskwalificeerd.
Dutch TT, Assen
In Assen haalde John Surtees de eerste punten voor de nieuwe MV Agusta viercilinder, maar hij moest zich tevreden stellen met de tweede plaats achter de Moto Guzzi Monocilindrica 350 van Bill Lomas. DKW trad sterker aan dan in de TT van Man, maar haalde met de tweetakt-RM 350 de derde en de vierde plaats.
GP van België, Spa-Francorchamps
John Surtees scoorde de eerste overwinning met de MV Agusta viercilinder en omdat Ken Kavanagh geen punten scoorde was het 350cc-kampioenschap helemaal open, met MV Agusta, Moto Guzzi en DKW in de top van het klassement.
GP van Duitsland, Solitude
Bill Lomas en August Hobl werden eerste en tweede in de 350cc-race, precies zoals ze dat in het jaar ervoor op de Nordschleife gedaan hadden. Het bracht ze nu samen aan de leiding van het wereldkampioenschap, waar Ken Kavanagh en John Surtees door valpartijen wegvielen. Dickie Dale werd derde.
Ulster Grand Prix, Dundrod
Met zijn overwinning stelde Bill Lomas zijn wereldtitel zeker. Dickie Dale werd tweede en John Hartle, de latere winnaar van de 500cc-race, werd derde. Tijdens de race miste Derek Ennett de S-bocht, raakte een talud en daarna een telegraafpaal. Hij was op slag dood. Het was waarschijnlijk zijn eerste race met een Moto Guzzi Monocilindrica 350.
Nations GP, Monza
Het debuut van de Gilera 350 4C verliep uitstekend. Geoff Duke viel weliswaar uit, maar Libero Liberati won met ruim een minuut voorsprong op Dickie Dale met de Moto Guzzi Monocilindrica 350 en bijna twee minuten op Roberto Colombo met de MV Agusta 350 4C. De DKW RM 350-rijders werden allemaal op een ronde gereden. De nieuwe wereldkampioen Bill Lomas kwam ten val en brak daarbij een pols.

### Uitslagen 350cc-klasse
|   | Datum       | Race              | Circuit           | 1e              | 2e           | 3e              | Snelste ronde   |
| - | ----------- | ----------------- | ----------------- | --------------- | ------------ | --------------- | --------------- |
| 1 | 8 juni      | Isle of Man TT    | Mountain Course   | Ken Kavanagh    | Derek Ennett | John Hartle     | Ken Kavanagh    |
| 2 | 30 juni     | TT van Assen      | Assen             | Bill Lomas      | John Surtees | August Hobl     | Bill Lomas      |
| 3 | 8 juli      | GP van België     | Spa-Francorchamps | John Surtees    | August Hobl  | Cecil Sandford  | Bill Lomas      |
| 4 | 22 juli     | GP van Duitsland  | Solitude          | Bill Lomas      | August Hobl  | Dickie Dale     | Bill Lomas      |
| 5 | 9 augustus  | Ulster Grand Prix | Dundrod           | Bill Lomas      | Dickie Dale  | John Hartle     | Bill Lomas      |
| 6 | 9 september | GP des Nations    | Monza             | Libero Liberati | Dickie Dale  | Roberto Colombo | Libero Liberati |

### Eindstand 350cc-klasse
| Pos. | Coureur          | Motorfiets       | Ptn.    |
| ---- | ---------------- | ---------------- | ------- |
| 1    | Bill Lomas       | Moto Guzzi       | 24      |
| 2    | August Hobl      | DKW              | 17      |
| 3    | Dickie Dale      | Moto Guzzi       | 17      |
| 4    | John Surtees     | MV Agusta        | 14      |
| 5    | Cecil Sandford   | DKW              | 13 (15) |
| 6    | Ken Kavanagh     | Moto Guzzi       | 10      |
| 7    | Libero Liberati  | Gilera           | 8       |
| 8    | John Hartle      | Norton           | 8       |
| 9    | Derek Ennett (†) | AJS / Moto Guzzi | 6       |
| 10   | Karl Hofmann     | DKW              | 6       |

| Pos. | Coureur         | Motorfiets | Ptn. |
| ---- | --------------- | ---------- | ---- |
| 11   | Roberto Colombo | MV Agusta  | 4    |
| 12   | Jack Brett      | Norton     | 3    |
| 13   | Hans Bartl      | DKW        | 3    |
| 14   | Eddie Grant (†) | Norton     | 2    |
| 14   | Umberto Masetti | MV Agusta  | 2    |
| 14   | Peter Murphy    | AJS        | 2    |
| 17   | Alan Trow       | Norton     | 1    |
| 17   | Bob Matthews    | Norton     | 1    |
| 17   | Bob Brown       | AJS        | 1    |

(Punten tussen haakjes zijn inclusief streepresultaten)

### Constructeurstitel 350cc-klasse
| Pos. | Constructeur | Ptn.    |
| ---- | ------------ | ------- |
| 1    | Moto Guzzi   | 32 (38) |
| 2    | DKW          | 19 (22) |
| 3    | MV Agusta    | 18      |
| 4    | Norton       | 9       |
| 5    | Gilera       | 8       |
| 6    | AJS          | 8       |

(Punten tussen haakjes zijn inclusief streepresultaten)

## 250cc-klasse
In 1956 kwamen er machines uit het oostblok aan de start van het WK 250 cc; František Bartoš scoorde twee punten met zijn CZ en eindigde als twaalfde in het kampioenschap en Jiří Koštír werd met één punt zeventiende. In 1956 zette Moto Guzzi geen fabrieksracers meer in in de 250cc-klasse, waardoor deze een makkelijke prooi werd voor MV Agusta. Toch wist Enrico Lorenzetti nog derde in het kampioenschap te worden met een Guzzi. Carlo Ubbiali werd opnieuw wereldkampioen en Luigi Taveri werd tweede. De NSU Sportmaxen deden het weer niet onaardig met vijf rijders bij de eerste tien.
Isle of Man TT, Clypse Course
Carlo Ubbiali scoorde altijd goed op het eiland Man en dat was nu niet anders. Toch moest hij een flink gevecht leveren tegen Sammy Miller met de NSU en zijn teamgenoot Luigi Taveri. Miller viel echter bij Creg-ny-Baa uit en Taveri kwam bij Governor's Bridge ten val. Nu werd Roberto Colombo tweede, maar op ruime achterstand. Hans Baltisberger werd met de NSU Sportmax-productieracer derde.
Dutch TT, Assen
De 250cc-klasse leed aan bloedarmoede nadat NSU als fabrieksteam was gestopt en Moto Guzzi de 250 Bialbero niet meer doorontwikkelde. Ook hier profiteerde MV Agusta ten volle met haar nieuwe 250 Monocilindrica Bialbero. Carlo Ubbiali, Luigi Taveri en Roberto Colombo scoorden er punten mee.
Ulster Grand Prix, Dundrod
Carlo Ubbiali viel uit nadat hij al de snelste ronde had gereden, maar hij was al als wereldkampioen aan de race begonnen. Luigi Taveri verstevigde zijn tweede plaats in de ranglijst door te winnen voor Sammy Miller met een NSU Sportmax-productieracer en Arthur Wheeler met de Moto Guzzi Bialbero 250. Maurice Büla, de bakkenist van Florian Camathias, werd met een NSU Sportmax zesde.
Nations GP, Monza
De Moto Guzzi Bialbero 250 werd al twee jaar niet meer doorontwikkeld, maar Enrico Lorenzetti finishte toch heel kort achter winnaar en wereldkampioen Carlo Ubbiali met de MV Agusta 250 Monocilindrica Bialbero. Lorenzetti klom daardoor van de achtste naar de derde plaats in de eindstand.

### Uitslagen 250cc-klasse
|   | Datum       | Race              | Circuit           | 1e            | 2e                | 3e                | Snelste ronde     |
| - | ----------- | ----------------- | ----------------- | ------------- | ----------------- | ----------------- | ----------------- |
| 1 | 6 juni      | Isle of Man TT    | Clypse Course     | Carlo Ubbiali | Roberto Colombo   | Hans Baltisberger | Hans Baltisberger |
| 2 | 30 juni     | TT van Assen      | Assen             | Carlo Ubbiali | Luigi Taveri      | Enrico Lorenzetti | Carlo Ubbiali     |
| 3 | 8 juli      | GP van België     | Spa-Francorchamps | Carlo Ubbiali | Luigi Taveri      | Horst Kassner     | Enrico Lorenzetti |
| 4 | 22 juli     | GP van Duitsland  | Solitude          | Carlo Ubbiali | Luigi Taveri      | Remo Venturi      | Carlo Ubbiali     |
| 5 | 9 augustus  | Ulster Grand Prix | Dundrod           | Luigi Taveri  | Sammy Miller      | Arthur Wheeler    | Carlo Ubbiali     |
| 6 | 9 september | GP des Nations    | Monza             | Carlo Ubbiali | Enrico Lorenzetti | Remo Venturi      | Carlo Ubbiali     |

### Eindstand 250cc-klasse
| Pos. | Coureur               | Motorfiets | Ptn.    |
| ---- | --------------------- | ---------- | ------- |
| 1    | Carlo Ubbiali         | MV Agusta  | 32 (40) |
| 2    | Luigi Taveri          | MV Agusta  | 26 (29) |
| 3    | Enrico Lorenzetti     | Moto Guzzi | 10      |
| 4    | Roberto Colombo       | MV Agusta  | 9       |
| 5    | Horst Kassner         | NSU        | 9       |
| 6    | Remo Venturi          | MV Agusta  | 8       |
| 7    | Sammy Miller          | NSU        | 7       |
| 8    | Hans Baltisberger (†) | NSU        | 7       |
| 9    | Arthur Wheeler        | Moto Guzzi | 5       |
| 10   | Kees Koster           | NSU        | 3       |
| 10   | Bob Coleman           | NSU        | 3       |

| Pos. | Coureur           | Motorfiets | Ptn. |
| ---- | ----------------- | ---------- | ---- |
| 12   | František Bartoš  | ČZ         | 3    |
| 12   | Lo Simons (†)     | NSU        | 3    |
| 12   | Bob Brown         | NSU        | 3    |
| 12   | Bill Maddrick     | Moto Guzzi | 3    |
| 12   | Alano Montanari   | Moto Guzzi | 3    |
| 17   | Jiří Koštír       | ČZ         | 1    |
| 17   | Jean-Pierre Bayle | NSU        | 1    |
| 17   | Roland Heck       | NSU        | 1    |
| 17   | Maurice Büla      | NSU        | 1    |

(Punten tussen haakjes zijn inclusief streepresultaten)

### Constructeurstitel 250cc-klasse
| Pos. | Constructeur | Ptn.    |
| ---- | ------------ | ------- |
| 1    | MV Agusta    | 32 (48) |
| 2    | NSU          | 17 (20) |
| 3    | Moto Guzzi   | 15      |
| 4    | ČZ           | 3       |

(Punten tussen haakjes zijn inclusief streepresultaten)

## 125cc-klasse
In 1956 zette Gilera de aanval in op de 125cc-MV's. Het kwam met een tweecilinder. Romolo Ferri won er de GP van Duitsland mee en werd achter Carlo Ubbiali tweede in het kampioenschap. Fergus Anderson, in 1955 nog racedirecteur bij Moto Guzzi, had de ontwikkeling van de Gilera twin argwanend bekeken. Hij dacht dat Gilera de machine wilde doorontwikkelen tot een 500cc-achtcilinder als antwoord op de Moto Guzzi Otto Cilindri. Opmerkelijk was de tweede plaats in de Lightweight 125 cc TT van de Spanjaard Marcello Cama met een Montesa.
Isle of Man TT, Clypse Course
In de Lightweight 250 cc TT had Carlo Ubbiali aanvankelijk nog strijd moeten leveren om te winnen, maar in de Lightweight 125 cc TT was daar geen sprake van. Zijn belangrijkste concurrent, teamgenoot Roberto Colombo, viel uit en Ubbiali won met ruim vijf minuten voorsprong op Marcello Cama. Diens tweede plaats, de derde plaats van Francisco González en de vierde plaats van Enrico Sirera betekenden wel een groot succes voor Montesa én de tweetaktmotor. Slechts 9 van de 22 deelnemers haalden de finish, en de gefinishte viertaktrijders hadden ook niet de snelste machines: Mondial 125 Monoalbero's en MV Agusta 125 Monoalbero's.
Dutch TT, Assen
In de TT van Man hadden de nieuwe Montesa's nog veel punten gescoord, maar in Assen was daar geen sprake van. De eerste twee plaatsen waren voor Carlo Ubbiali en Luigi Taveri met hun MV Agusta 125 Bialbero's en de derde voor August Hobl met de DKW.
Ulster Grand Prix, Dundrod
Aanvankelijk kende de 125cc-klasse in Ulster acht deelnemers en dat waren er al veel, alleen in de Ulster GP van '53 waren er meer geweest: negen. Luigi Taveri besloot echter niet te starten, waardoor er nog maar zeven deelnemers waren. Daarvan reden er slechts twee daadwerkelijk over de finish: Carlo Ubbiali en Romolo Ferri. Nog drie anderen hadden genoeg ronden afgelegd om in elk geval geklasseerd te worden.
Nations GP, Monza
Romolo Ferri viel bij het laatste optreden met de Gilera 125 GP-tweecilinder uit, maar eindigde als tweede in het WK achter Carlo Ubbiali. Tarquinio Provini reed de door Alfonso Drusiani verbeterde Mondial 125 Bialbero naar de tweede plaats, slechts 0,4 seconde achter Ubbiali en Renato Sartori werd met de Mondial derde.

### Uitslagen 125cc-klasse
|   | Datum       | Race              | Circuit           | 1e            | 2e                 | 3e                 | Snelste ronde     |
| - | ----------- | ----------------- | ----------------- | ------------- | ------------------ | ------------------ | ----------------- |
| 1 | 6 juni      | Isle of Man TT    | Clypse Course     | Carlo Ubbiali | Marcello Cama      | Francisco González | Carlo Ubbiali     |
| 2 | 30 juni     | TT van Assen      | Assen             | Carlo Ubbiali | Luigi Taveri       | August Hobl        | Carlo Ubbiali     |
| 3 | 8 juli      | GP van België     | Spa-Francorchamps | Carlo Ubbiali | Fortunato Libanori | Pierre Monneret    | Romolo Ferri      |
| 4 | 22 juli     | GP van Duitsland  | Solitude          | Romolo Ferri  | Carlo Ubbiali      | Tarquinio Provini  | Romolo Ferri      |
| 5 | 11 augustus | Ulster Grand Prix | Dundrod           | Carlo Ubbiali | Romolo Ferri       | Bill Webster       | Carlo Ubbiali     |
| 6 | 9 september | GP des Nations    | Monza             | Carlo Ubbiali | Tarquinio Provini  | Renato Sartori     | Tarquinio Provini |

### Eindstand 125cc-klasse
| Pos. | Coureur            | Motorfiets | Ptn.    |
| ---- | ------------------ | ---------- | ------- |
| 1    | Carlo Ubbiali      | MV Agusta  | 32 (46) |
| 2    | Romolo Ferri       | Gilera     | 14      |
| 3    | Luigi Taveri       | MV Agusta  | 12      |
| 4    | Tarquinio Provini  | Mondial    | 10      |
| 5    | Fortunato Libanori | MV Agusta  | 9       |
| 6    | Marcello Cama      | Montesa    | 6       |
| 7    | August Hobl        | DKW        | 6       |
| 8    | Karl Hofmann       | DKW        | 5       |
| 9    | Francisco González | Montesa    | 4       |
| 9    | Pierre Monneret    | Gilera     | 4       |
| 9    | Bill Webster       | MV Agusta  | 4       |
| 9    | Renato Sartori     | Mondial    | 4       |

| Pos. | Coureur          | Motorfiets | Ptn. |
| ---- | ---------------- | ---------- | ---- |
| 13   | Cecil Sandford   | Mondial    | 4    |
| 14   | Enrico Sirera    | Montesa    | 3    |
| 14   | Bill Maddrick    | MV Agusta  | 3    |
| 16   | Dave Chadwick    | LEF        | 2    |
| 16   | Frank Cope       | MV Agusta  | 2    |
| 16   | Sandro Artusi    | Ducati     | 2    |
| 19   | Václav Parus     | ČZ         | 1    |
| 19   | František Bartoš | ČZ         | 1    |
| 19   | John Grace       | Montesa    | 1    |

### Constructeurstitel 125cc-klasse
| Pos. | Constructeur | Ptn.    |
| ---- | ------------ | ------- |
| 1    | MV Agusta    | 32 (46) |
| 2    | Gilera       | 18      |
| 3    | Mondial      | 13      |
| 4    | DKW          | 7       |
| 5    | Montesa      | 6       |
| 6    | LEF          | 2       |
| 6    | Ducati       | 2       |
| 8    | ČZ           | 2       |

(Punten tussen haakjes zijn inclusief streepresultaten)

## Zijspanklasse
Voor het seizoen 1956 had Gilera een speciale viercilindermotor voor de zijspancombinatie gebouwd, en men was dan ook van plan groots terug te komen. De machine werd gereden door de broers Albino en Rosanno Milani, maar het reikte uiteindelijk niet verder dan een zesde plaats. Wilhelm Noll/Fritz Cron werden met hun BMW weer kampioen, Fritz Hillebrand en Manfred Grunwald werden tweede en er stonden zelfs Nortons met privérijders hoger dan de Gilera. Toch wonnen de gebroeders Milani de Grand Prix des Nations op het circuit van Monza.
Isle of Man TT, Clypse Course
Al vanaf de start leek het duidelijk dat BMW de Sidecar TT zou controleren, toen Wilhelm Noll/Fritz Cron, Fritz Hillebrand/Manfred Grunwald en de winnaars van 1955 Walter Schneider/Hans Strauß om de leiding vochten. Noll/Cron en Schneider/Strauß vielen echter uit, net als de Belg Jack Wijns die mogelijk met schrijver Mick Woollett als bakkenist aantrad. Hillebrand/Grunwald grepen drie ronden voor de finish de leiding en wonnen met anderhalve minuut voorsprong op Pip Harris/Ray Campbell en Bill Boddice/William "Wally" Storr werden derde.
Dutch TT, Assen
Fritz Hillebrand/Manfred Grunwald wonnen hun tweede race op rij, gevolgd door teamgenoten Wilhelm Noll/Fritz Cron. Cyril Smith/Stanley Dibben scoorden de derde plaats, nadat ze in de TT van Man waren uitgevallen.
GP van België, Spa-Francorchamps
Omdat de BMW-rijders elkaar punten afsnoepten bleef er nog spanning in de zijspanklasse bestaan. Nadat Fritz Hillebrand twee keer gewonnen had, won dit keer Wilhelm Noll, terwijl Hillebrand slechts vierde werd. Peter "Pip" Harris behield door zijn derde plaats ook nog steeds aansluiting in het WK, waardoor Norton nog steeds een rol speelde.
Ulster Grand Prix, Dundrod
De zijspanrace in Ulster was nogal saai. Cyril Smith viel al kort na de start stil, terwijl Wilhelm Noll aan de leiding ging en die niet meer afstond. Op de tweede plaats lag Pip Harris en Fritz Hillebrand was aanvankelijk derde, maar viel al in de eerste ronde uit, waardoor Florian Camathias die positie overnam. Een korte regenbui veroorzaakte nog wat schuivers, maar vooraan veranderde niets meer. Door hun overwinning namen Wilhelm Noll/Fritz Cron de WK-leiding weer over van Fritz Hillebrand/Manfred Grunwald.
Nations GP, Monza
Fritz Hillebrand/Manfred Grunwald konden nog op gelijke hoogte komen met Wilhelm Noll/Fritz Cron, maar dan moesten ze winnen en mochten Noll/Cron geen punten scoren. Noll/Cron vielen inderdaad uit, maar Hillebrand/Grunwald werden slechts derde achter Peter "Pip" Harris/Ray Campbell en de broers Albino en Rossano Milani, die een speciaal voor de zijspanklasse ontwikkelde Gilera 500 4C-motor hadden.

### Uitslagen zijspanklasse
|   | Datum       | Race              | Circuit           | 1e                                  | 2e                                  | 3e                                  | Snelste ronde                  |
| - | ----------- | ----------------- | ----------------- | ----------------------------------- | ----------------------------------- | ----------------------------------- | ------------------------------ |
| 1 | 8 juni      | Isle of Man TT    | Clypse Course     | Fritz Hillebrand / Manfred Grunwald | Pip Harris / Ray Campbell           | Bill Boddice / William Storr        | Wilhelm Noll / Fritz Cron      |
| 2 | 30 juni     | TT van Assen      | Assen             | Fritz Hillebrand / Manfred Grunwald | Wilhelm Noll / Fritz Cron           | Cyril Smith / Stanley Dibben        | Pip Harris / Ray Campbell      |
| 3 | 8 juli      | GP van België     | Spa-Francorchamps | Wilhelm Noll / Fritz Cron           | Pip Harris / Ray Campbell           | Bob Mitchell / Eric Bliss           | Cyril Smith / Stanley Dibben   |
| 4 | 22 juli     | GP van Duitsland  | Solitude          | Wilhelm Noll / Fritz Cron           | Fritz Hillebrand / Manfred Grunwald | Helmut Fath / Emil Ohr              | Wilhelm Noll / Fritz Cron      |
| 5 | 11 augustus | Ulster Grand Prix | Dundrod           | Wilhelm Noll / Fritz Cron           | Pip Harris / Ray Campbell           | Florian Camathias / Maurice Büla    | Wilhelm Noll / Fritz Cron      |
| 6 | 9 september | GP des Nations    | Monza             | Albino Milani / Rossano Milani      | Pip Harris / Ray Campbell           | Fritz Hillebrand / Manfred Grunwald | Albino Milani / Rossano Milani |

### Eindstand zijspanklasse
| Pos. | Coureur           | Bakkenist          | Motorfiets | Ptn.    |
| ---- | ----------------- | ------------------ | ---------- | ------- |
| 1    | Wilhelm Noll      | Fritz Cron         | BMW        | 30      |
| 2    | Fritz Hillebrand  | Manfred Grunwald   | BMW        | 26 (29) |
| 3    | Pip Harris        | Ray Campbell       | Norton     | 24      |
| 4    | Bob Mitchell      | Eric Bliss         | Norton     | 10      |
| 5    | Florian Camathias | Maurice Büla       | BMW        | 9       |
| 6    | Albino Milani     | Rossano Milani     | Gilera     | 8       |
| 7    | Cyril Smith       | Stanley Dibben     | Norton     | 6       |
| 7    | Helmut Fath       | Emil Ohr           | BMW        | 6       |
| 9    | Bill Boddice      | William Storr      | Norton     | 4       |
| 10   | Walter Schneider  | Hans Strauß        | BMW        | 4       |
| 11   | Jacques Drion     | Inge Stoll-Laforge | BMW        | 4       |
| 12   | Frank Taylor      | Ron Taylor         | Norton     | 4       |
| 13   | Jackie Beeton     | Les Nutt           | Norton     | 2       |
| 14   | Bill Beevers      | Jeff Mundy         | Norton     | 2       |
| 15   | Ernie Walker      | Dun Roberts        | Norton     | 1       |
| 15   | Loni Neußner      | Dieter Hess        | BMW        | 1       |
| 15   | Jack Wijns        | Mick Woollett      | BMW        | 1       |

(Punten tussen haakjes zijn inclusief streepresultaten)

### Constructeurstitel zijspanklasse
| Pos. | Constructeur | Ptn.    |
| ---- | ------------ | ------- |
| 1    | BMW          | 32 (44) |
| 2    | Norton       | 24 (30) |
| 3    | Gilera       | 8       |

(Punten tussen haakjes zijn inclusief streepresultaten)